# Municipio de Tyler (condado de Prairie)
El municipio de Tyler (en inglés: Tyler Township) es un municipio ubicado en el condado de Prairie en el estado estadounidense de Arkansas. En el año 2010 tenía una población de 221 habitantes y una densidad poblacional de 1,37 personas por km².

## Geografía
El municipio de Tyler se encuentra ubicado en las coordenadas 34°40′38″N 91°37′11″O / 34.67722, -91.61972. Según la Oficina del Censo de los Estados Unidos, el municipio tiene una superficie total de 161.64 km², de la cual 154,07 km² corresponden a tierra firme y (4,68 %) 7,57 km² es agua.

## Demografía
Según el censo de 2010, había 221 personas residiendo en el municipio de Tyler. La densidad de población era de 1,37 hab./km². De los 221 habitantes, el municipio de Tyler estaba compuesto por el 97,29 % blancos, el 1,36 % eran afroamericanos y el 1,36 % eran de una mezcla de razas. Del total de la población el 1,36 % eran hispanos o latinos de cualquier raza.